# Carl August Wilhelm Berends
Carl August Wilhelm Berends (19. května 1759, Anklam – 1. prosince 1826, Berlín) byl německý lékař a filozof. V letech 1811–1812 byl rektorem Vratislavské univerzity a od roku 1815 vedl německou kliniku Charité.

## Životopis
Narodil se roku 1754 ve městě Anklam v předním Pomořansku. Studoval medicínu na Viadrině ve Frankfurtu nad Odrou a poté odešel studovat do Vídně, kde roku 1780 dokončil studia medicíny a filozofie. Od roku 1786 pracoval jako úředník v Lubušsku a o dva roky později se vrátil do Frankfurtu, kde se stal univerzitním profesorem. V té době kritizoval místní nemocnici (německy Frankfurter Thielschen Krankenhaus) za to, že nemá dostatek lůžek pro všechny pacienty. Přesto však byla další velká nemocnice v této oblasti vystavěna až roku 1835. V roce 1789 vydal práci na téma vzdělávání mladých lékařů, psanou na základě vlastních zkušeností s nemocnými ve frankfurtské nemocnici.
6. února 1793 se stal členem Akademie Leopoldina. Jeho akademická přezdívka byla Polydorus I. Po zrušení Viadriny se stal prvním rektorem nové Slezské univerzity Fridricha Viléma ve Vratislavi.
Roku 1815 jej pruský král Fridrich Vilém III. jmenoval ředitelem berlínské kliniky Charité. Na této pozici zůstal až do své smrti v roce 1826.